# Rushes (cinéma)
Pour les articles homonymes, voir Rush.
Dans les métiers du cinéma, les rushes [ʁœʃ ] (de l'anglais : [ɹʌʃɪz]), ou épreuves de tournage, sont l'ensemble des documents originaux (images et sons) produits au tournage et issus de la caméra et de l'appareil d'enregistrement sonore.

## Description
Les rushes constituent l'ensemble des documents originaux (bobines de film, bandes sons, cassettes vidéo) produits au tournage et issus de la caméra et/ou de l'appareil d'enregistrement sonore. Une partie seulement de ces documents originaux sera utilisée au montage et en postproduction.

### Rushesoriginaux
Ce sont tous les documents tournés.

### Rushestirés
Le scripte note les prises choisies et approuvées par le réalisateur, l'image et/ou le son. Ces choix seront tirés (en principe) positif[pas clair] par le laboratoire pour le photochimique ou sur disque dur (ou sur DVD) pour le numérique. Ainsi, l'ensemble de l'équipe de tournage pourra-t-elle en vérifier la bonne réalisation (traditionnellement projection ou visionnage des rushes). Cette vérification permet éventuellement de décider des retournages (pour des raisons artistiques et/ou techniques); ce qui peut devenir « critique » avant de « casser » un décor.

### Dérushage
Une nouvelle sélection ou un nouveau choix au début du montage. Cette étape génère un relevé (document texte) descriptif, intégrant tous les renseignements issus du rapport scripte, du rapport image, du rapport son et du scénario rectifié après tournage (ce qui est tourné, ce qui ne l'a pas été, changements de textes et ajouts, etc.)
Si, en photochimique, le « tirage » positif des rushes est un poste coûteux, en numérique – pour des raisons techniques –, il est plus facile et pratique de tirer quasiment tous les rushes. Au montage, les rushes sélectionnés seront classés dans un ou plusieurs dossiers, et les rushes non choisis dans un autre dossier dont le nom peut correspondre au jargon « B-Roll », c'est-à-dire les choix en réserve. Le montage se fera avec les « choix de prise », en cas de problème le monteur ou la monteuse pourra aller à la pêche d'autres éléments image ou dialogues de la B-Roll.